# Astragalus hohenackeri
Astragalus hohenackeri är en ärtväxtart som beskrevs av Pierre Edmond Boissier. Astragalus hohenackeri ingår i släktet vedlar, och familjen ärtväxter. Inga underarter finns listade i Catalogue of Life.